# Hubertus Fehring
Hubertus Fehring (* 11. Juni 1950 in Warburg) ist ein deutscher Politiker (CDU). Vom 8. Juni 2005 bis zum 31. Mai 2017 war er für den Landtagswahlkreis Höxter drei Mal (2005–2010, 2010–2012, 2012–2017) direkt gewähltes Mitglied im Landtag von Nordrhein-Westfalen.

## Ausbildung und Beruf
Nach der Realschule absolvierte Fehring eine Ausbildung zum Landwirt, anschließend zum Landwirtschaftsmeister. Er übernahm den elterlichen Betrieb und arbeitet als selbständiger Landwirt.

## Familie und Heimat
Hubertus Fehring ist verheiratet und hat vier Kinder. Von seiner Geburt an bis 2017 wohnte er in Eissen, seit 2017 wohnt er in der Nähe von Brakel.

## Partei
Er ist seit 1974 Mitglied der CDU, wovon er acht Jahre lang Vorsitzender der Ortsunion Eissen war. Von 1985 bis 2013 war er Vorsitzender des Stadtverbandes Willebadessen.

## Abgeordneter
Von 1979 bis 1989 war er Mitglied im Willebadessener Stadtrat. Zwischen 1994 und Mai 2005 war er Abgeordneter im Kreistag des Kreises Höxter.

Seit dem 8. Juni 2005 ist er Mitglied des Landtages von Nordrhein-Westfalen. Er arbeitet dabei in folgenden Ausschüssen mit: Ausschuss für Bauen, Wohnen, Stadtentwicklung und Verkehr (stv.), Hauptausschuss,  Ausschuss für Kommunalpolitik (stv.), Petitionsausschuss (stv.), Ausschuss für Klimaschutz, Umwelt, Naturschutz, Landwirtschaft und Verbraucherschutz, Unterausschuss Klimaschutzplan des Ausschusses für Klimaschutz, Umwelt, Naturschutz, Landwirtschaft und Verbraucherschutz, Ausschuss für Wirtschaft, Energie, Industrie, Mittelstand und Handwerk (stv.), Unterausschuss Bergbausicherheit des Ausschusses für Wirtschaft, Energie, Industrie, Mittelstand und Handwerk (stv.), Enquetekommission – Zukunft von Handwerk und Mittelstand in Nordrhein-Westfalen gestalten. Bei den Landtagswahlen 2010 und Wahl 2012 konnte er sein Direktmandat im Landtagswahlkreis Höxter verteidigen.

## Öffentliche Ämter
Hubertus Fehring war bis Anfang 2010 Vorsitzender des Betriebshilfsdienstes (BHD) und Maschinenringes (MR) im Kreis Höxter, einer landwirtschaftlichen Organisation, die Landwirten oder deren Ehefrauen im Krankheitsfall Ersatzkräfte zur Verfügung stellt. Sein Interesse und seine Mitarbeit gilt heute der Bioenergieregion Höxter. Seit 2011 ist Fehring außerdem Mitglied des Caritas-Rates des Caritasverbandes für den Kreis Höxter und seit 2018 Vorsitzender der Senioren-Union im Kreisverband Höxter.